# Veneroida
Veneroida је ред углавном морских, али и неке групе слатководних шкољки, мекушци. Многе од њих се користе за људску исхрану.
Научници Гонзало Гирибет и Ward Wheeler су 2002 год. констатовали да редови Myoida и Veneroida нису монофилетски. Светски регистар морских врста WoRMS тренутно дели таксоне садржане у реду Veneroida у два реда, Cardiida (за Cardioidea и Tellinoidea) и Venerida (за остале суперфамилије).

## Таксономија
Ред: Veneroida Према WoRMS:
Ред: Venerida:
- Натпородица: Anthracosioidea Amalitzky, 1892 †
  - Породица: Anthracosiidae Amalitzky, 1892 †
  - Породица: Ferganoconchida Martinson, 1961 †
  - Породица: Shaanxiconchidae Liu, 1980 †
- Натпородица: Arcticoidea Newton, 1891 (1844)
  - Породица: Arcticidae Newton, 1891 (1844)
  - Породица: Pollicidae Stephenson, 1953 †
  - Породица: Trapezidae Lamy, 1920 (1895)
  - Породица: Veniellidae Dall, 1895 †
- Натпородица: Chamoidea Lamarck, 1809
  - Породица: Chamidae Lamarck, 1809
- Натпородица: Cyrenoidea Gray, 1840
  - Породица: Cyrenidae Gray, 1840
  - Породица: Cyrenoididae H. Adams & A. Adams, 1857 (1853)
  - Породица: Glauconomidae Gray, 1853
  - Породица: Corbiculidae Gray, 1847 прихваћена као Cyrenidae Gray, 1840
  - Породица: Geloinidae Iredale, 1943 прихваћена као Cyrenidae Gray, 1840
- Натпородица: Glossoidea, J.E. Gray, 1847 (1840)
  - Породица: Glossidae Gray, 1847 (1840)
  - Породица: Kelliellidae P. Fischer, 1887
  - Породица: Lutetiidae Zhgenti, 1976 †
  - Породица: Vesicomyidae Dall & Simpson, 1901
  - Породица: Kellyellidae P. Fischer, 1887 прихваћена као Kelliellidae P. Fischer, 1887 (incorrect original spelling based on the unjustified emendation Kellyella)
- Натпородица: Hemidonacoidea, Scarlato & Starobogatov, 1971
  - Породица: Hemidonacidae Scarlato & Starobogatov, 1971
- Натпородица: Mactroidea, Lamarck, 1809
  - Породица: Anatinellidae Deshayes, 1853
  - Породица: Cardiliidae P. Fischer, 1887
  - Породица: Mactridae Lamarck, 1809
  - Породица: Mesodesmatidae Gray, 1840
  - Породица: Rangiidae P. Fischer, 1884 прихваћена као Mactridae Lamarck, 1809
- Натпородица: Palaeanodontoidea, Modell, 1964 †
  - Породица: Palaeanodontidae Modell, 1964 †
- Натпородица: Prilukielloidea, Starobogatov, 1970 †
  - Породица: Prilukiellidae Starobogatov, 1970 †
  - Породица: Senderzoniellidae Betekhtina, Starobogatov & Jatsuk, 1987 †
- Натпородица: Ungulinoidea, Gray, 1854
  - Породица: Ungulinidae Gray, 1854
  - Породица: Diplodontidae Carpenter, 1861 прихваћена као Ungulinidae Gray, 1854 (синоним)
- Натпородица: Veneroidea, Rafinesque, 1815
  - Породица: Isocyprinidae R. N. Gardner, 2005 †
  - Породица: Neoleptonidae Thiele, 1934
  - Породица: Veneridae Rafinesque, 1815
  - Породица: Bernardinidae Keen, 1969 прихваћена као Neoleptonidae Thiele, 1934
  - Породица: Cooperellidae Dall, 1900 прихваћена као Petricolinae d'Orbigny, 1840
  - Породица: Gafrariidae Korobkov, 1954 прихваћена као Gouldiinae Stewart, 1930 представљена као Veneridae Rafinesque, 1815
  - Породица: Mysiidae Gray, 1854 прихваћена као Petricolinae d'Orbigny, 1840
  - Породица: Oncophoridae Davitashvili, 1934 † прихваћена као Tapetinae Gray, 1851 представљена као Veneridae Rafinesque, 1815
  - Породица: Petricolidae d'Orbigny, 1840 прихваћена као Petricolinae d'Orbigny, 1840
  - Породица: Rzehakiidae Korobkov, 1954 † прихваћена као Tapetinae Gray, 1851 представљена као Veneridae Rafinesque, 1815
  - Породица: Turtoniidae Clark, 1855 представљена као Turtoniinae Clark, 1855
- Натпородица: Corbiculoidea J.E. Gray, 1847 прихваћена као Cyrenoidea Gray, 1840
- Натпородица: Cyrenoidoidea H. Adams & A. Adams, 1857 (1853) прихваћена као Cyrenoidea Gray, 1840
- Натпородица: Veneracea прихваћена као Veneroidea Rafinesque, 1815 (suffix -oidea mandatory for a superfamily name following current ICZN art. 29.2.)

Ред: Cardiida:
- Натпородица: Cardioidea Lamarck, 1809
  - Породица: Cardiidae Lamarck, 1809
  - Породица: Pterocardiidae Scarlato & Starobogatov, 1979 †
  - Породица: Chametracheidae H. Adams & A. Adams, 1857 прихваћена као Tridacninae Lamarck, 1819
  - Породица: Tridacnidae Lamarck, 1819 прихваћена као Tridacninae Lamarck, 1819
- Натпородица: Tellinoidea Blainville, 1814
  - Породица: Donacidae J. Fleming, 1828
  - Породица: Icanotiidae R. Casey, 1961 †
  - Породица: Psammobiidae J. Fleming, 1828
  - Породица: Quenstedtiidae Cox, 1929 †
  - Породица: Semelidae Stoliczka, 1870 (1825)
  - Породица: Solecurtidae d'Orbigny, 1846
  - Породица: Sowerbyidae Cox, 1929 †
  - Породица: Tancrediidae Meek, 1864 †
  - Породица: Tellinidae Blainville, 1814
  - Породица: Unicardiopsidae Chavan, 1969 †
  - Породица: Amphidesmatidae Latreille, 1825 прихваћена као Semelidae Stoliczka, 1870 (1825) (invalid under ICZN Art. 40.2)
  - Породица: Asaphidae Winckworth, 1932 прихваћена као Psammobiidae J. Fleming, 1828 (synonym)
  - Породица: Garidae Stoliczka, 1870 прихваћена као Psammobiidae J. Fleming, 1828
  - Породица: Lavignonidae Récluz, 1869 прихваћена као Semelidae Stoliczka, 1870 (1825)
  - Породица: Sanguinolariidae M. Smith, 1937 прихваћена као Psammobiidae J. Fleming, 1828 (синоним)
  - Породица: Scrobiculariidae H. Adams & A. Adams, 1856 прихваћена као Semelidae Stoliczka, 1870 (1825) (синоним)
- Натпородица: Cardiacea прихваћена као Cardioidea Lamarck, 1809 (suffix -oidea mandatory for a superfamily name following current ICZN art. 29.2.)
- Натпородица: Tellinacea прихваћена као Tellinoidea Blainville, 1814 (suffix -oidea mandatory for a superfamily name following current ICZN art. 29.2.)
- Натпородица: Tridacnoidea прихваћена као Tridacninae Lamarck, 1819